# William Neile
William Neile   (Bishopthorpe, York, 16 de desembre de 1637 - White Waltham, 24 d'agost de 1670) va ser un matemàtic anglès, del segle xvii.

## Vida
Molt poca cosa es coneix de la vida de William Neile, Era el fill gran de Sir Paul Neile (un dels dotze fundadors de la Royal Society) i net de Richard Neile, arquebisbe de York. El 1652 va ingressar al Wadham College (Universitat d'Oxford), però no es va matricular fins al 1655. Tot i que es va interessar molt per les matemàtiques sota l'ensenyament de Seth Ward i John Wilkins, va abandonar la universitat el 1657 per estudiar lleis al Middle Temple i el 1663 va esdevenir membre del consell privat del rei Carles II.
El 1663 va ser escollit membre de la Royal Society i el 1666 va passar a ser membre del seu consell rector.
En aquests anys, i fins a la seva mort prematura als 32 anys, va fer observacions astronòmiques a la casa paterna, Hill House (avui anomenada Waltham Place), a White Waltham (Berkshire).
Es diu que va morir de melangia en no obtenir el permís patern per casar-se amb la dona que estimava.

## Obra
Neile és conegut per haver estat el primer a calcular la longitud de la corba anomenada paràbola semicúbica ({\displaystyle 9y^{2}=4kx^{3}}), tot i que aquest descobriment és contemporani del que va fer Hendrik van Heuraet a Holanda. Aquest resultat va ser publicat per John Wallis en el seu llibre Tractato duo de cycloide (1659) i havia estat anunciat anteriorment pel mateix Neile, amb cartes dirigides a Christopher Wren i William Brouncker, qui va publicar un any després una millora en el càlcul.
El 1669, en una sèrie de cartes a Henry Oldenburg (secretari de la Royal Society), va exposar una teoria del moviment que va ser amplament discutida i que es basava en el desconeixement profund dels conceptes bàsics dels fenòmens de les col·lisions (duresa i elasticitat dels cossos).
També es conserven manuscrits seus referents a l'orientació de la recerca que podia resultar admissible per a la Royal Society, defensant que calia primer establir hipòtesis causals i després verificar-les experimentalment, enlloc del cec experimentalisme defensat per altres col·legues.